# Steve Alten
Steve Alten (21 augustus 1959, Philadelphia) is een Amerikaans sciencefictionauteur. Alten schrijft sinds 1997. Een groot aantal van zijn boeken gaat over rampen die de wereld treffen. Een van zijn boekenseries, Meg, gaat over de megalodon, een reuzenhaaiensoort waarvan men aannam dat hij was uitgestorven, maar die terugkeert en een ravage aanricht.

## Boeken
- 1997 – Meg, A Novel of Deep Terror (Meg-serie, vertaald als Megalodon)
- 1998 – Fathom (in 2001 heruitgegeven als Domain en in 2011 als The Mayan Prophecy, vertaald als De Maya Profetie)
- 1999 – Meg: The Trench (Meg-serie, vertaald als Beet!)
- 2002 – Goliath
- 2004 – Resurrection (In 2011 uitgebracht als The Mayan Resurrection)
- 2005 – Meg: Primal Waters (Meg-serie)
- 2006 – The Loch
- 2007 – The Shell Game
- 2009 – Meg: Hell's Aquarium (Meg-serie)
- 2009 – Phobos: Mayan Fear (in 2012 heruitgegeven als The Mayan Destiny)
- 2010 – Grim Reaper
- 2013 – The Omega Project
- 2014 – Sharkman
- 2015 – Vostok
- 2016 – Meg: Nightstalkers (Meg-serie)